# Martigny (Aisne)
Martigny es una comuna francesa situada en el departamento de Aisne, de la región de Alta Francia.

## Geografía
Está ubicada a 16 km al este de Vervins.

## Demografía
| 591 | 561 | 525 | 450 | 457 | 460 | 450 | 428 |
| Para los censos de 1962 a 1999 la población legal corresponde a la población sin duplicidades (Fuente: INSEE [Consultar]) |     |     |     |     |     |     |     |